# Leptura propinqua
Leptura propinqua là một loài bọ cánh cứng trong họ Cerambycidae.